# Rostom Czinczarauli
Rostom Czinczarauli (gruz. როსტომ ჭინჭარაული) (ur. 8 lutego 1982) – gruziński lekkoatleta specjalizujący się w rzucie oszczepem.
Wielokrotny reprezentant kraju w pucharze Europy i drużynowych mistrzostwach Europy.
Złoty medalista mistrzostw Gruzji, Izraela i Kazachstanu.
Rekord życiowy: 73,70 (11 października 2015, Tbilisi).

## Osiągnięcia
| Rok  | Impreza                                | Miejsce          | Lokata               | Wynik |
| ---- | -------------------------------------- | ---------------- | -------------------- | ----- |
| 2005 | II liga pucharu Europy                 | Stambuł          | 2. miejsce           | 70,18 |
| 2006 | II liga pucharu Europy                 | Nowy Sad         | 6. miejsce           | 61,81 |
| 2007 | II liga pucharu Europy                 | Zenica           | 7. miejsce           | 60,19 |
| 2008 | II liga pucharu Europy                 | Bańska Bystrzyca | 6. miejsce           | 63,48 |
| 2009 | III liga drużynowych mistrzostw Europy | Sarajewo         | 5. miejsce           | 63,55 |
| 2010 | III liga drużynowych mistrzostw Europy | Marsa            | 7. miejsce           | 60,18 |
| 2013 | III liga drużynowych mistrzostw Europy | Bańska Bystrzyca | 4. miejsce           | 69,62 |
| 2014 | III liga drużynowych mistrzostw Europy | Tbilisi          | 2. miejsce           | 70,57 |
| 2017 | Puchar Europy w rzutach                | Las Palmas       | 8. miejsce (Finał B) | 64,85 |